# Ancognatha vulgaris
Ancognatha vulgaris är en skalbaggsart som beskrevs av Gilbert John Arrow 1911. Ancognatha vulgaris ingår i släktet Ancognatha och familjen Dynastidae. Inga underarter finns listade i Catalogue of Life.